# 村上勝也
村上 勝也（むらかみ かつや、1994年7月23日 - ）は、日本のプロボクサー。OPBF東洋太平洋スーパーフライ級シルバー王者。愛知県名古屋市緑区出身。名古屋大橋ボクシングジム所属。かつて薬師寺ボクシングジムに所属していた。

## 人物
名古屋工業高校で高校1年生の時、長谷川穂積の試合を見てボクシングを始めた。
2025年、結婚。

## 来歴
2015年7月26日のプロデビュー戦は引き分け。。
その後2016年11月6日にエディオンアリーナ大阪第2競技場で藤本耕太と全日本スーパーフライ級新人王西軍代表決定戦を行い、2回1分44秒KO負けでプロ初黒星。
また2023年11月4日、後楽園ホールでの開催『WHO'S NEXT DYNAMIC GLOVE on U-NEXT』のメインイベントで日本フライ級王者の飯村樹輝弥と日本同級タイトルマッチを行い、10回0-3(91-99×3)　判定負けで日本王座獲得ならず。
そして2024年12月8日、タイ・バンコクのルンピニー・スタジアムでビチット・オートとABCOコンチネンタルスーパーフライ級王座決定戦を行い、10回3-0(95-94×2、96-93)　判定勝ちでABCOコンチネンタル王座獲得に成功。
2025年3月8日、タイ・バンコクのワールド・サイアム・スタジアムで開催の『G.O.A.T.MATCH Vol.5』でコムグリッチ・ナンタペッチとOPBF東洋太平洋シルバースーパーフライ級王座決定戦を行い、9回50秒KO勝ちを収めOPBFシルバー王座獲得。

## 戦績
- アマチュア - 12戦 7勝(1RSC)5敗
- プロ - 21戦 17勝（5KO）3敗 1分

## 獲得タイトル
- 2016年度中日本スーパーフライ級新人王MVP
- ABCOコンチネンタルスーパーフライ級王座（防衛0）
- OPBF東洋太平洋スーパーフライ級シルバー王座（防衛0）